# Zvolenský hrad
Zvolenský hrad nebo Zvolenský zámok je hrad nacházející se v centru Zvolena. Je to národní kulturní památka.

## Poloha
Nachází se na vyvýšené terase na jižním konci Náměstí SNP. Podél západních a severních hradbeb vedou silniční komunikace, na jihu železniční trať.

## Přístup
K hradu je možné dostat se buď pěšky nebo autem po silnici, která vede od náměstí k hlavní bráně, nacházející se na severovýchodním rohu vnějšího opevnění. U silnice je i parkoviště, další je za hotelem Poľana. U zámku je zastávka městské hromadné dopravy Poľana. Kolem celého zámku vedou chodníky, při kterých jsou osazeny lavičky.

## Dějiny
Původní sídlo moci se nacházelo nad soutokem Slatiny a Hronu na strmém ostrohu v hradě z 12. století, dnes známého jako Pustý hrad. Jeho nepřístupnost však měla za následek, že se král Ludvík I. rozhodl postavit v letech 1360 - 1382 hrad nový a to podle vzoru italských městských kastelů. Hrad byl obnoven na přelomu 15. a 16. století, kdy byl jeho majitelem J. Turzo. V roce 1548 se přistoupilo k renesanční úpravě, kdy bylo dobudováno další patro, nárožní věže a došlo k posunutí dělového bastiónu. Na tehdejší přestavbě se podíleli italští mistři. Pozdější stavební zásahy v podstatě nezměnily tvář hradu. Nejzávažnější přestavba se týkala zbarokizované kaple v roce 1784 a obnovy dvorany, do které byl přenesen dřevěný malovaný strop z roku 1712. Památková obnova se uskutečnila v polovině 20. století.

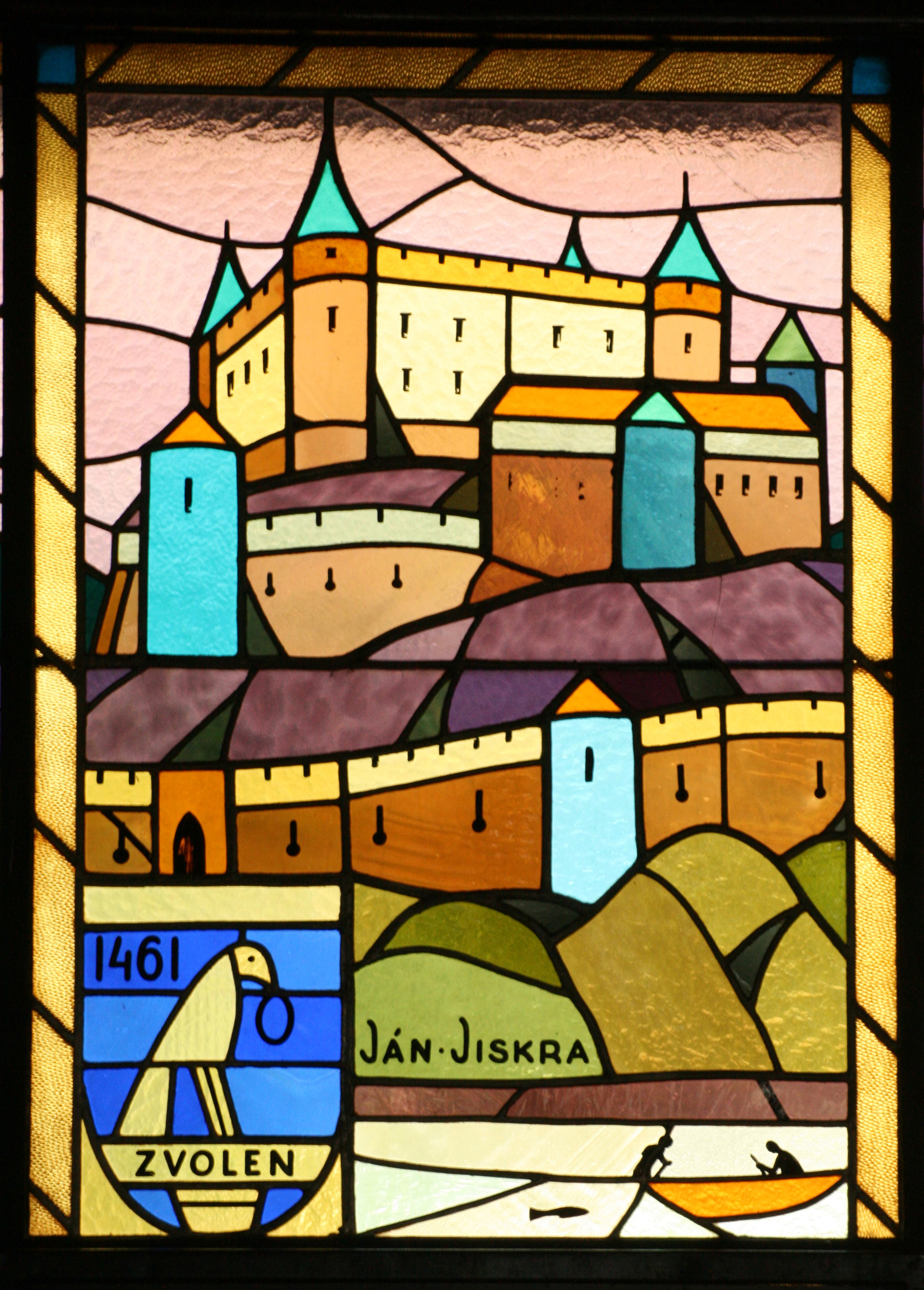
Vitráž v Bratislavském PKO zobrazující Zvolenský zámek

Za stavbu Zvolenského hradu se zasloužil zejména král Ludvík I. z Anjou, který ho stavěl jako gotický lovecký zámek. Ve své podobě byl dokončen v roce 1382, kdy se stal dějištěm zásnub jeho dcery Marie se Zikmundem Lucemburským. Při historii hradu netřeba zapomínat ani na Jana Jiskru z Brandýsa, který se v 15. století stal jedním z nejmocnějších vojevůdců v Uhersku a hrad byl jedním z jeho sídel od roku 1440 do roku 1462. Hrad často navštěvoval i král Matyáš Korvín se svou manželkou Beatrix, která už později jako vdova využívala hrad jako sídlo od roku 1490. Kolem roku 1500 bylo za Turzů vystavěno vnější opevnění spolu se čtyřmi kulatými baštami a vstupní branou a v polovině 16. století v důsledku tlaku Turků bylo přistavěno další patro se střílnami a nárožními arkýřovými věžičkami. Kolem roku 1590 byl pak přistavěn i dělostřelecký bastion. Hrad prošel postupně několika stavebními úpravami, přičemž ta renesanční mu v podstatě zůstala dodnes. Pro jeho historické, umělecké a architektonické hodnoty byl v minulosti vyhlášen národní kulturní památkou a v 60. letech 20. století zrekonstruován (projekt K. Chudomelka, Stavoprojekt Bratislava, 1964; realizace 1969). Dnes se v něm nachází Slovenská národní galerie, která zde vystavuje své expozice.

## Popis

### Exteriér

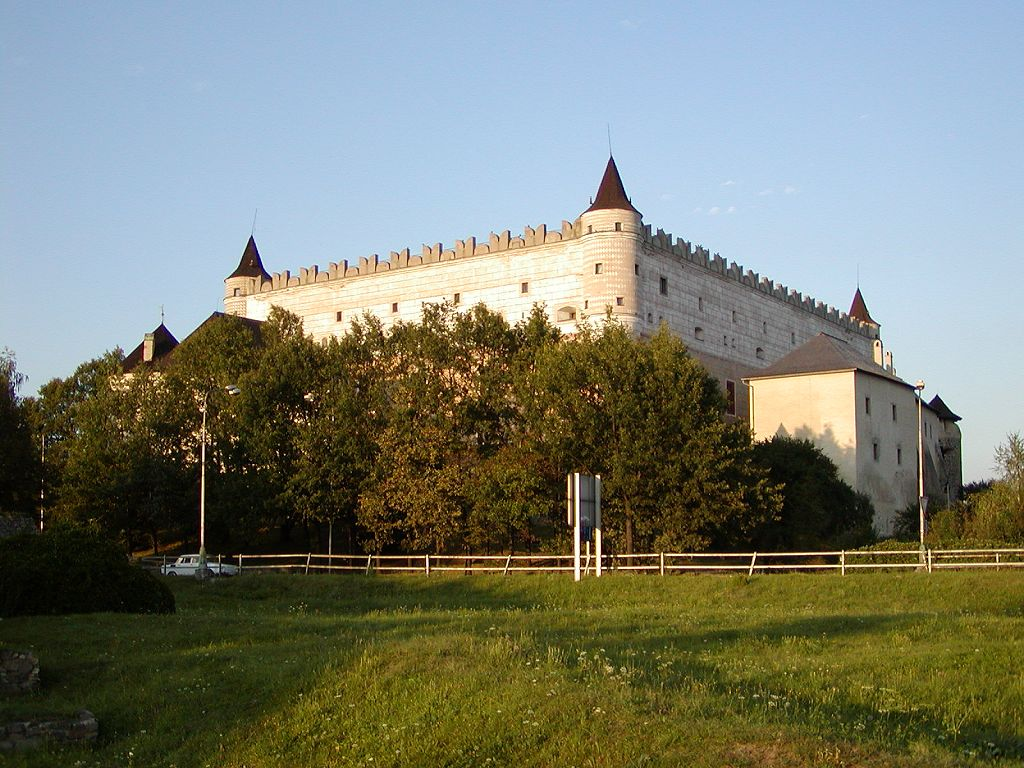
Pohled na hrad z jihovýchodní strany

Hrad postavili na místě starší církevní stavby, archeologicky zjištěné na dnešním nádvoří při komplexní památkové obnově v 60. letech. Koncepci nového loveckého zámku ovlivnila italská městská architektura šlechtických paláců. Hradní, původně neopevněný palác, vybudovali na čtyřkřídlém půdorysu se dvěma věžemi, začleněnými do půdorysu stavby. Kolem nádvoří obíhala pavlač na kamenných konzolách a prostor mezi dvojicí věží zpřístupnila kamenná arkáda. Důležitou součástí hradu byla patrová reprezentační kaple, ve které byla umístěna i královská empora. Směrem do města byla řada reprezentačních místností s mohutným rytířským sálem, jehož stěny jsou pokryty freskami a je zastropena náročně konstruovaným dřevěným trámovým stropem. Architektonicky výjimečně je řešena i fasáda objektu se zvýrazněním reprezentačního křídla, které je osvětleno okny s kamennými křížovými pruty. Architektura Zvolenského zámku byla vyvrcholením uměleckých snah 14. století, poplatná zjemnění vkusu Anjouovců, kteří na stavbu povolali zkušené evropské stavitele a kameníky.

### Interiér
V klenutém průchodu se zachovala gotická sedilia s kružbami a původní fresky. Z reprezentačních prostor osobité místo zabírá kaple s architektonickými prvky zahajované pozdní gotiky, dále rytířský sál a místnosti zaklenuté na střední sloup. Impozantní je i mladší barokní hala z 18. století s dřevěným malovaným kazetovým stropem rozděleným na 78 polí, v nichž jsou symbolické obrazy římských králů a habsburských císařů uspořádány chronologicky a končí obrazem Karla VI.

## Současnost

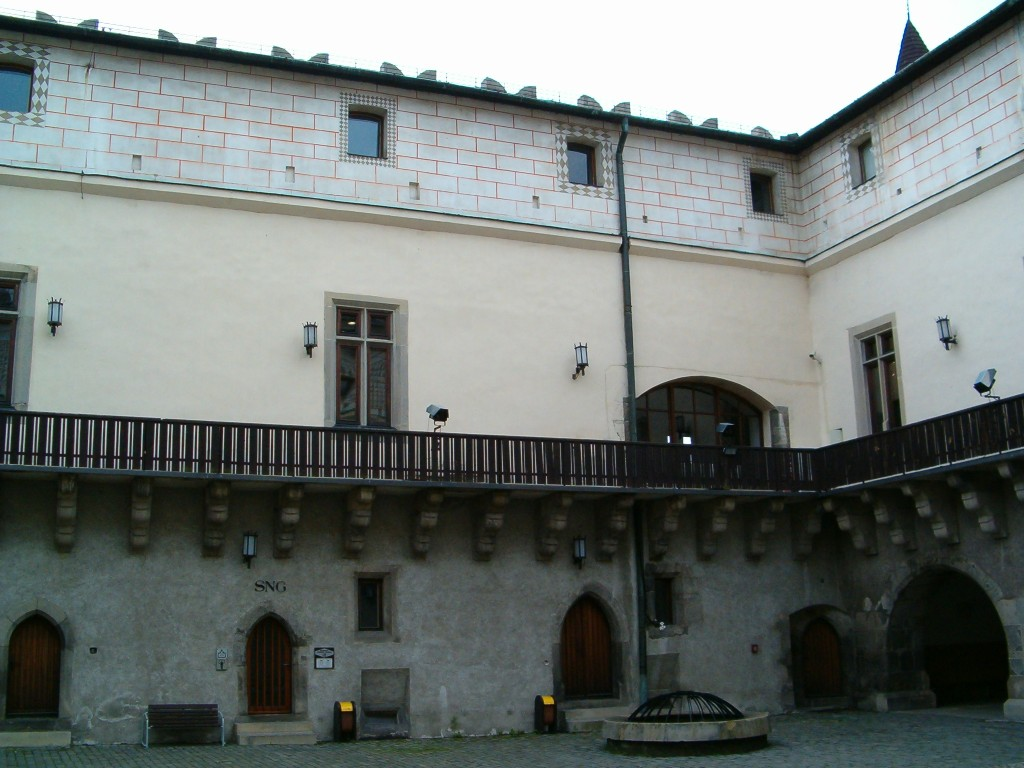
Nádvoří s hradní studnou

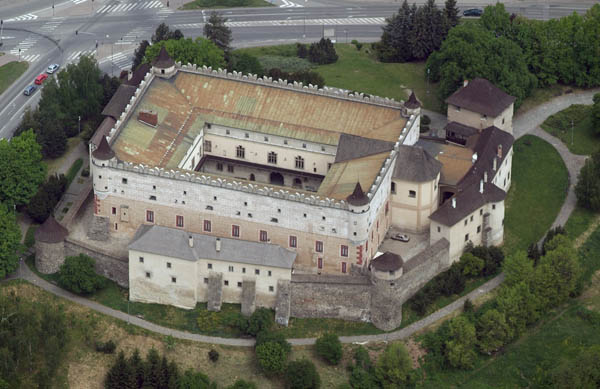
Vzdušný pohled z jižní strany

V současnosti využívá prostory zámku Slovenská národní galerie pro svou trvalou expozici. Výstava s názvem Lapidárium gotického umění, je nainstalována v přízemí, shromažďuje architektonické fragmenty a kamenné články zámku, jakož i zámecké kaple ze 14. století, transfery nástěnných maleb z bývalé Zvolenské fary z poloviny 15. století. Jsou zde instalovány kopie a faksimile odlitků děl několika nejvýznamnějších dřevořezeb Mistra Pavla z Levoče. V expozici Staré evropské umění v prvním patře jsou prezentovány výběrové kolekce malířských škol - italské, francouzské, vlámské, holandské a německé provenience ze 16. - 18. století. Na druhém patře se nachází expozice lesnického a dřevařského muzea ve Zvolenu s názvem Z historie Zvolena. Kromě toho se zde pravidelně konají další výstavy.

V zámecké kapli na východní straně nádvoří se konají římskokatolické, řeckokatolické a pravoslavné bohoslužby, ale i koncerty a sňatky.

Jako oddací síň slouží i rytířská síň v severozápadní části nádvoří. Kromě toho se zde konává i přivítání dětí do života a předávání ocenění za dárcovství krve.

V královské a sloupové síni a v severozápadní baště se konají různé kulturní a společenské akce.
Na nádvoří zámku je možné také navštívit espresso a čajovnu.

### Pravidelné akce
Únor:
- Městský ples

Duben:
- Zámecké hudební jaro - série koncertů vážné hudby.
- Velikonoce v galerii - tvůrčí dílny pro děti.
- Noc strachu a smíchu - noční prohlídka zámku spojená s krátkými vystoupeními a scénkami.

Červen:
- MDD na zámku - prohlídka různých atrakcí a vystoupení určených pro děti.
- Řemesla na zámku - ukázky lidových řemesel spojené s jarmarkem.
- Zámecké hry zvolenské - mezinárodní divadelní a operní festival, koná se od roku 1974.

Červenec:
- Download open-air - festival elektronické hudby.
- Zvolenský výtvarný salon - společná výstava členů dobrovolného sdružení výtvarných umělců Zvolenská sedmička.

Srpen:
- Letní shakespearovské slavnosti.

Prosinec:
- Vánoce v galerii - tvůrčí dílny pro děti.